# Bresièrs
Brezièrs (en francès Bréziers) és un municipi francès situat al departament dels Alts Alps i a la regió de Provença – Alps – Costa Blava.

## Demografia
| 1841                                       | 1962 | 1968 | 1975 | 1982 | 1990 | 1999 | 2006 | 2017 |
| ------------------------------------------ | ---- | ---- | ---- | ---- | ---- | ---- | ---- | ---- |
| 637                                        | 252  | 225  | 182  | 156  | 128  | 124  | 137  | 230  |
| Des de 1962: població sense dobles comptes |      |      |      |      |      |      |      |      |

## Administració
| Període            | Identitat      | Partit |
| ------------------ | -------------- | ------ |
| abans de 1988-2008 | Marc Borelly   |        |
| 2008-2014          | Michel Budin   |        |
| 2014-              | Rolland Arnaud |        |